# Caisse générale de sécurité sociale
Les Caisses générales de sécurité sociale (CGSS) assurent, dans les départements et régions d'outre-mer (DROM), l'ensemble des rôles de Sécurité sociale (notamment les branches « Maladie », « Vieillesse et veuvage » et « Recouvrement »), dévolus dans l'Hexagone aux Unions de recouvrement des cotisations de sécurité sociale et d'allocations familiales (Urssaf), aux Caisses d'assurance retraite et de la santé au travail (Carsat) et aux Caisses primaires d'assurance maladie (CPAM).  
Seules les prestations de la branche « famille » sont assurées par des Caisses d'allocations familiales (Caf) autonomes.

## Historique
Dès la promulgation de la loi du 19 mars 1946 érigeant La Réunion, la Guyane, la Martinique et la Guadeloupe en département français, l'introduction des législations de sécurité sociale métropolitaines a été envisagée. 
Un premier décret daté du 17 octobre 1947 jeta les bases de l'organisation de la sécurité sociale dans ces départements. 
Deux particularités : 
- Création d'un organisme unique pour la gestion de l'ensemble des risques eu égard à la faiblesse de l'effectif de la population couverte : la Caisse générale de sécurité sociale (CGSS)
- Inclusion, dans le système, des salariés agricoles, car souvent pluri-actifs avec le Régime général.

L'article L.752-4 du code de la Sécurité sociale dispose que dans les départements d'outre-mer, les caisses générales de sécurité sociale ont pour rôle « d'exercer les fonctions dévolues en métropole aux organismes chargés du recouvrement des cotisations du régime général ». C'est ainsi que le rôle d'Urssaf est assuré par une sous-direction de la CGSS.
Les Caisses générales de sécurité sociale ont été créées par arrêté du 14 octobre 1948. 
Par la suite, les CGSS se sont vu confier entre 1963 et 1969 la gestion de l'ensemble des risques d'une nouvelle catégorie d'assujettis, les exploitants agricoles (assurance vieillesse agricole et assurance maladie des exploitants agricoles). 
En revanche, les agents de l'État qui, en Métropole, relèvent des caisses primaires d'assurance maladie (CPAM), avaient été affiliés « à titre provisoire » à un organisme particulier, la MUFA, puis rattachés à la section locale interministérielle (Mutualité de la fonction publique). 
En 1971, la caisse générale a été amputée de la gestion des prestations familiales qui a été dévolue à un organisme particulier comme en métropole.

## Missions
Elle est chargée de gérer les risques et actions relevant en métropole d'organismes distincts à savoir :
- l'affiliation des assurés sociaux ;
- la gestion du risque maladie, maternité, invalidité, décès ;
- la gestion du risque vieillesse ;
- la protection sociale des travailleurs de l'agriculture : non salariés uniquement pour les DOM et les salariés de la branche agricole relevant du régime général ;
- le recouvrement des cotisations ;
- la prévention et la reconnaissance des accidents du travail et des maladies professionnelles (la tarification est réalisée par une Carsat)

Elle intervient également dans le domaine de l'action sanitaire et sociale et de la prévention santé. 
Les CGSS, malgré leur entité juridique unique, mettent en œuvre séparément chacun des environnements de production des branches, ainsi que le suivi comptable et budgétaire.
Un ou deux agents de direction supervisent donc chaque secteur sous l'autorité du Directeur de la CGSS.

## Organisation
Chaque caisse générale de sécurité sociale des départements d'outre-mer est administrée par un conseil d'administration de vingt-cinq membres comprenant :
- Huit représentants des assurés sociaux désignés par les organisations syndicales de salariés interprofessionnelles représentatives sur le plan national ;

- Huit représentants des employeurs et travailleurs indépendants à raison de :
  - Cinq représentants des employeurs désignés par les organisations professionnelles nationales d'employeurs représentatives ;
  - Trois représentants des travailleurs indépendants désignés par les institutions ou les organisations professionnelles des travailleurs indépendants les plus représentatives sur le plan national ;

- Trois représentants des exploitants agricoles désignés par les organisations professionnelles nationales représentatives ;

- Deux représentants désignés par la Fédération nationale de la mutualité française ;

- Quatre personnes qualifiées dans les domaines d'activité des caisses générales de sécurité sociale et désignées par l'autorité compétente de l'État, dont au moins un représentant des retraités.

Siègent également, avec voix consultative :
- Un représentant des associations familiales désigné par l'union départementale des associations familiales territorialement compétente dans la circonscription de la caisse ;
- Trois représentants du personnel élus dans des conditions fixées par décret.